# Streetz (Dannenberg)

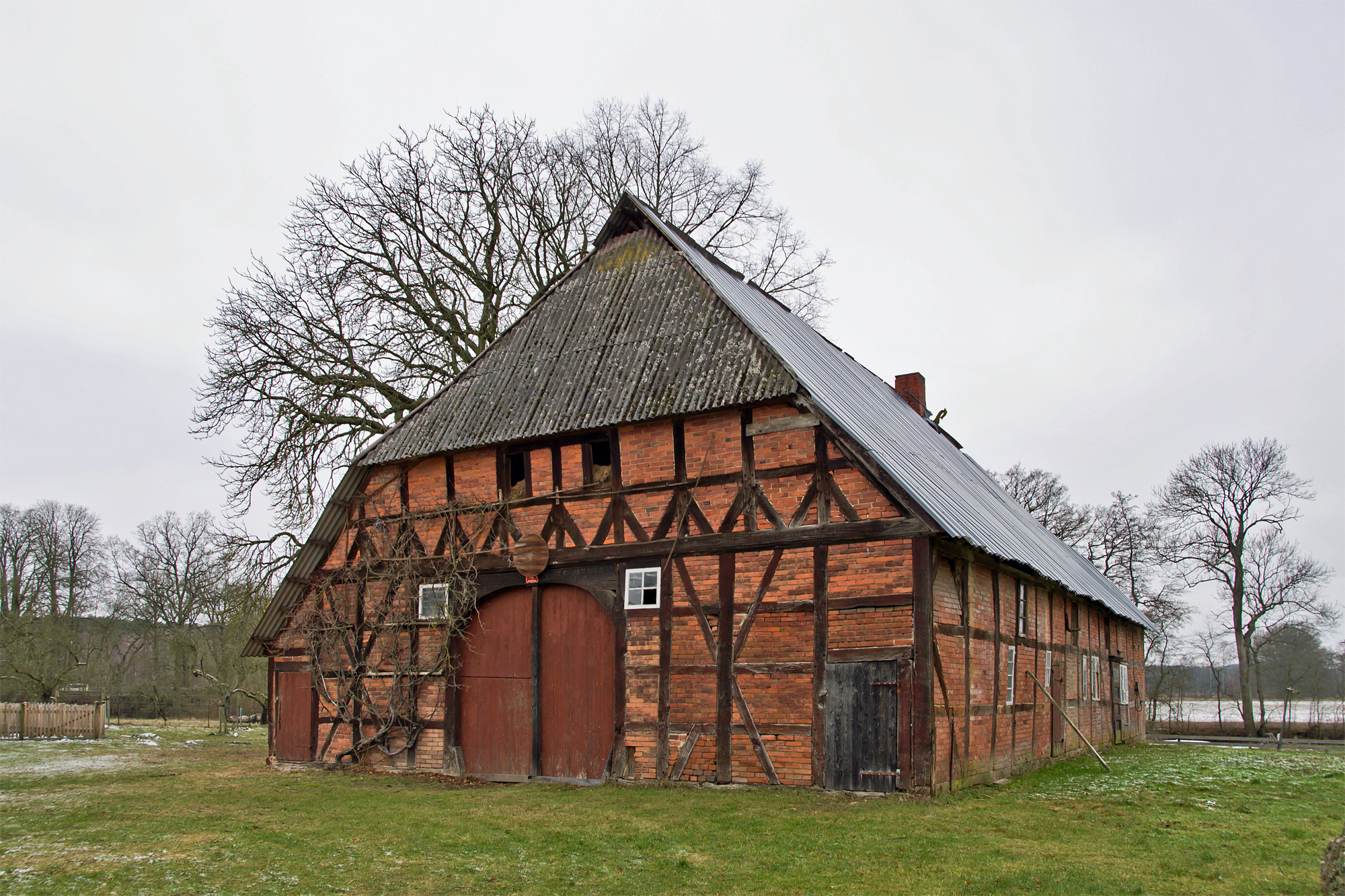
Dieses vollständig erhaltene Dreiständer-Hallenhaus von 1768 stammt aus der Wiederaufbauphase nach dem Totalbrand von 1767

Streetz ist ein Ortsteil der Stadt Dannenberg (Elbe) in der Samtgemeinde Elbtalaue im Landkreis Lüchow-Dannenberg in Niedersachsen.
Das Dorf liegt zwei Kilometer nordwestlich vom Kernbereich von Dannenberg am Übergang zwischen dem Drawehn und der Jeetzelniederung. Am westlichen Ortsrand fließt der Streetzer Mühlenbach, ein linker Nebenfluss der Jeetzel. Durch den Ort verläuft die Landesstraße 231 als nördliche Fortsetzung der B 248.

## Geschichte
Ursprünglich war Streetz ein dicht bebauter Rundling. In der Nacht vom 8. auf den 9. Oktober 1767 kam es zu einem verheerenden Großbrand, bei dem das Dorf mit sämtlichen 13 Haupthäusern und zahlreichen Nebengebäuden vernichtet wurde. Die anschließende Neubebauung erfolgte aufgelockerter; fünf Höfe wurden bis zu 500 m von ihrem vorherigen Standort entfernt angesiedelt. Architektonisch sind Zwei-, Drei- und Vierständer-Hallenhäuser vertreten. Auf den Flächen zwischen der alten Ortslage und den ausgesiedelten Höfen entstanden später Ortserweiterungen in weiträumiger und unregelmäßiger Bebauung.
Am 1. Juli 1972 wurde Streetz in die Stadt Dannenberg (Elbe) eingegliedert.